# Una meuca
Una meuca és un dibuix (llapis litogràfic i aquarel·la sobre paper) de 48,2 × 30,4 cm realitzat per Isidre Nonell i Monturiol el 1906, el qual es troba al Museu Nacional d'Art de Catalunya.

## Context històric i artístic
Isidre Nonell i Monturiol (un dels millors pintors catalans del postmodernisme) es va formar a l'acadèmia de Josep Mirabent i a la de Gabriel Martínez Altés. Va alternar aquesta formació amb la que rebia a l'Escola de la Llotja, on va ésser alumne de Lluís Graner i Arrufí, amb qui va compartir l'afició pels temes del món obrer i de la gent humil, al mateix temps que formava part de la Colla del Safrà.
L'estada a Boí (el 1896) li va proporcionar un dels temes que van contribuir notablement a la seua anomenada, escandalitzant l'opinió pública i sobretot la burgesia catalana. Ara bé, si al principi els marginats de la societat, cretins, pidolaires i repatriats van acaparar l'interès de Nonell, a partir del 1905 el tema preferit van ésser les gitanes, tema al qual es va dedicar gairebé en exclusiva, tant en pintura com en dibuix, fins al 1908.
Si es comparen els primers estudis i apunts del natural, molts apareguts a l'Esquella de la Torratxa el 1894 i a La Vanguardia el 1896, amb la sèrie dels cretins iniciada a finals del 1896, i els dibuixos aquarel·lats amb el tema de les gitanes i les extraordinàries il·lustracions que, a partir del 1908, va fer per a la revista Papitu, és evident que el sentit del color i la matèria del Nonell pintor mai no va privar ni minvar la gràcia i la vivacitat del Nonell dibuixant. Malgrat el rebuig inicial i el fet que la seua obra ja estava consolidada des del 1901, Nonell, pocs mesos abans de morir, encara va poder gaudir de l'èxit de la seua darrera exposició, celebrada al Faianç Català el 1910.
Fou una donació de Jaume Nonell el 1914.

## Descripció
En aquest dibuix s'aprecia un Nonell que tendeix a sintetitzar les figures i a convertir-les en formes corpòries a través del color i la línia, bo i desestimant els aspectes anecdòtics.